# Droomsmurf
Droomsmurf is een Smurf die veel droomt. Hij komt enkel voor in de tekenfilmserie, waar hij kenmerken combineert van enkele Smurfen die eerder in de stripreeks voorkwamen.
Droomsmurf heeft veel grote dromen. In de televisieserie was een daarvan om een Smurf in de ruimte te worden. Dit gebeurde in de aflevering De Ruimtesmurf, gebaseerd op het gelijknamige stripverhaal De Ruimtesmurf, waarin hij ervan droomt om de ruimte in te gaan en kennismaakt met de Gnoefen (in de tekenfilms bekend als Snoefen of Swoofs). In veel andere afleveringen is zijn droom om kapitein te worden. Een duidelijk voorbeeld daarvan was te zien in onder meer De Smurfen op zee en Smurfbreukelingen. Hij heeft een eigen schip: de S.S. Smurf II. Sinds seizoen 3 heeft Droomsmurf een kapiteinspet op zijn hoofd, maar hij droeg dit niet in de aflevering Droomsmurf droomt zich af, waarin hij besefte dat de Snoefen onbestaanbaar zijn.
In de tekenfilmserie werd zijn stem ingesproken door Frans van Dusschoten, en later door Corry van der Linden.